# Omosessualità e Testimoni di Geova
La posizione dei Testimoni di Geova sull'omosessualità si basa sul principio che la Bibbia sia l'unica fonte universalmente valida anche in tema di morale sessuale. Secondo i Testimoni di Geova, il testo biblico condanna i rapporti omosessuali.

## La posizione dei Testimoni di Geova
I Testimoni di Geova hanno trattato spesso nelle loro pubblicazioni il tema dell'omosessualità, sostenendo che il testo biblico condanna le pratiche omosessuali, non l'omosessuale. Alcuni dei passi biblici citati a sostegno di ciò si trovano in Levitico (20,13), Romani (1,24-27) oppure Giuda (7). L'omosessualità, sia maschile che femminile, viene quindi considerata una pratica disapprovata da Dio, moralmente sbagliata e contro natura, anche per il suo aspetto di pratica sessuale al di fuori del matrimonio.
Secondo i Testimoni di Geova, inoltre, è possibile cambiare il proprio comportamento sessuale. A sostegno di ciò, viene citata la prima lettera ai Corinzi (6,9-11). I Testimoni di Geova ritengono che questo passo biblico indichi che nella chiesa o congregazione cristiana primitiva, alcuni che in precedenza avevano praticato l'omosessualità, poi "erano cambiati". Nelle loro pubblicazioni, infatti, si trovano diverse esperienze di persone che affermano di aver cambiato il proprio orientamento sessuale senza aver riportato alcun tipo di trauma. Anche se riconoscono che i fattori genetici possono avere un certo peso, i Testimoni di Geova affermano che non è possibile attribuire le cause di certi comportamenti interamente alla genetica, e che questi siano dovuti in larga misura all'ambiente circostante e alle proprie scelte di vita.
Nella dottrina dei Testimoni di Geova, chi si allontana dai principi biblici seguiti dalla congregazione è soggetto all'allontanamento. Di conseguenza, un Testimone di Geova che pratica l'omosessualità viene dapprima sottoposto a un "comitato di anziani" composto da tre o più anziani, il quale può poi portare a provvedimenti disciplinari quali la "riprensione" o allontanamento dell'omosessuale se questi non dà segni di pentimento. Ciò comporta l'espulsione dalla comunità, con l'interruzione dei rapporti sociali ai suoi vecchi confratelli. I membri della famiglia del fedele allontanato che vivono sotto lo stesso tetto sono derogati da ciò, pur essendo comunque invitati a non mantenere un rapporto di natura spirituale con il congiunto, mentre i normali rapporti familiari e affettivi possono proseguire. Tuttavia, i Testimoni di Geova fanno una netta distinzione tra chi pratica l'omosessualità e chi semplicemente prova impulsi omosessuali, sostenendo che chi si sforza di lottare contro di essi non può essere condannato.
Malgrado la condanna e l'isolamento delle persone omosessuali già associati e battezzati, i Testimoni di Geova sostengono di essere contro l'omofobia. Sostengono, infatti, che condannare un comportamento come l'omosessualità non può essere considerato omofobia, e che quest'ultima consiste invece nel condannare le persone, pratica disapprovata dalla Bibbia, che invece incoraggia a rispettare qualsiasi tipo di persona. Tuttavia, secondo i Testimoni di Geova, questo non equivale a rispettare qualsiasi tipo di condotta. Gli omosessuali possono assistere alle adunanze e seguire gli "studi biblici", tuttavia la pratica dell'omosessualità è incompatibile con l'appartenenza al movimento.

## Argomentazioni critiche sulla posizione dei Testimoni di Geova
Nel confronto tra varie confessioni religiose, cristiane e non, la posizione dei Testimoni di Geova sull'omosessualità risulta tra le più intransigenti, in virtù della richiesta rivolta ai loro fedeli, di sopprimere sia il comportamento sia i pensieri di natura omosessuale, sebbene solo gli atti omosessuali veri e propri siano considerati incompatibili con l'appartenenza al movimento. Sono inoltre gli unici ad adottare la posizione che la masturbazione sia un fattore di rischio, possa cioè condurre all'omosessualità, sulla base della tesi che l'omosessualità non sia un comportamento innato ma acquisito. Nella loro dottrina, l'omosessualità è considerata contro natura e di origine satanica e, secondo alcuni fuoriusciti, ciascun individuo che manifesti pulsioni omosessuali dovrebbe consapevolmente adottare un comportamento eterosessuale se desidera rimanere membro della comunità, mentre lo studioso di religioni Chryssides afferma che i Testimoni di Geova considerano incompatibile con l'appartenenza al movimento esclusivamente la pratica attiva dell'omosessualità e che l'unica cosa richiesta dai TdG è di "pentirsi, lottare contro le loro tendenze e di cercare perdono" e non di "dimostrare" di aver adottato uno stile di vita eterosessuale. A differenza di altre confessioni cristiane, infatti, il fedele non è invitato a seguire teorie riparative.
Secondo alcuni studiosi che hanno espresso posizioni critiche, il fedele omosessuale può diventare vittima di un pesante stigma sociale, ma anche di omofobia interiorizzata: non solo la famiglia e la comunità condannerebbero le sue azioni, ma un dio onnisapiente leggerebbe i suoi pensieri e lo condannerebbe se costui non si sforza di controllarli. A causa dell'imposizione  di sopprimere il proprio sé, l'aggravio psicologico sarebbe tale da condurre anche all'adozione di comportamenti autodistruttivi. Viceversa, i testimoni di Geova affermano che l'insegnamento di Dio dovrebbe fungere da guida per il fedele omosessuale che dovrebbe lottare per meritare la misericordia di Dio.
L'isolazionismo del gruppo incrementa le difficoltà affrontate dai membri omosessuali, che nel chiedere supporto nella società di appartenenza rischiano di esserne espulsi, mentre incontrano notevoli difficoltà a raggiungere il supporto disponibile al di fuori di essa. Poiché infatti tutti i membri della congregazione sono invitati a ricercare i segni di comportamenti riprorevoli, tra i quali includono l'omosessualità, il coming out con un amico o un parente può condurre ad una segnalazione agli anziani e ad una rapida diffusione della notizia. Uscendo dalla propria comunità, il fedele omosessuale può trovarsi ad affrontare, oltre che il senso di abbandono e solitudine provato dopo l'espulsione, anche il discredito della società riguardo al suo credo religioso.
I successi del movimento LGBT, quali la maggiore visibilità acquisita dalle persone omosessuali e il riconoscimento dei diritti civili alle coppie omosessuali, sono stati giudicati negativamente dai testimoni di Geova.